# Screaming for More
Screaming for More – kompilacyjny album wideo rosyjskiego duetu t.A.T.u., wydany w 2003 roku w Rosji nakładem Star Records i Interscope Records (24 listopada) oraz w 2004 roku w pozostałych krajach Europy nakładem Interscope Records. 2 lutego 2004 roku album ukazał się w Brazylii, z kolei 18 maja tego roku miała miejsce jego premiera w Stanach Zjednoczonych. Na całym świecie sprzedał się w nieco ponad 1 milionie egzemplarzy.

## Opis
Album zawiera kilka materiałów wideo duetu t.A.T.u.. Wśród nich znajdują się teledyski do utworów „All the Things She Said” i „Not Gonna Get Us” w trzech wersjach każdego z nich: anglojęzycznej, rosyjskojęzycznej oraz zremiksowanej, a także do utworów „30 Minutes” i „How Soon Is Now?”, będącego coverem jednej z piosenek brytyjskiego zespołu muzycznego The Smiths. 

## Promocja
W ramach promocji albumu uchodzące dotychczas za lesbijki członkinie duetu, Jelena Katina i Julija Wołkowa przyznały, że w rzeczywistości nimi nie są, zaś motyw miłości między nimi był jedynie zabiegiem marketingowym. Było to pierwsze szczere wyznanie na temat ich rzekomej, homoseksualnej relacji.

## Zawartość
Opracowano na podstawie materiału źródłowego.
- „All the Things She Said”

1. Video
2. Russian Version („Ja soszła s uma”)
3. Remix Video

- „Not Gonna Get Us”

1. Video
2. Russian Version („Nas nie dogoniat”)
3. Remix Video

- „30 Minutes”

1. Video

- „How Soon Is Now?”

1. Video

- Behind-The-Scenes With Julia And Lena

1. Part 1
2. Part 2
3. Part 3

- Performance/Rehearsal Footage

1. MTV Europe Music Awards Countdown Performance
2. „Not Gonna Get Us” Rehearsal
3. Photo Gallery

- Bonus Materials

1. Q&A With Julia And Lena
2. „All the Things She Said” (5.1 Version)[a]
3. „All the Things She Said” (DTS Version)[b]

## Twórcy
Opracowano na podstawie materiału źródłowego.
- Iwan Szapowałow – reżyseria teledysków do wszystkich utworów z wyjątkiem „How Soon Is Now?”, scenariusz teledysku do „30 Minutes”, A&R
- Martin Kierszenbaum – słowa w „All the Things She Said”, scenariusz i produkcja teledysku do „30 Minutes”, produkcja teledysku do „How Soon Is Now?”
- Trevor Horn – słowa i produkcja w „All the Things She Said” i „Not Gonna Get Us”
- Walerij Polienko – słowa w „All the Things She Said”, „Ja soszła s uma”, „Not Gonna Get Us” i „Nas nie dogoniat”; scenariusz teledysku do „30 Minutes”
- Jelena Kipier – słowa w „All the Things She Said”, „Ja soszła s uma”, „Not Gonna Get Us” i „Nas nie dogoniat”
- Robert Orton – miksowanie w „All the Things She Said”, „Not Gonna Get Us”, „30 Minutes” i „How Soon Is Now?”
- Sergio Galoyan – muzyka w „All the Things She Said”, „Ja soszła s uma”, „Not Gonna Get Us” i „Nas nie dogoniat”; scenariusz teledysku do „30 Minutes”
- Steve – miksowanie w remiksach „All the Things She Said” i „Not Gonna Get Us”
- Dave Audé – remiksy „All the Things She Said” i „Not Gonna Get Us”
- Jelena Katina – wokal, reżyseria teledysku do „How Soon Is Now?”
- Julija Wołkowa – wokal, reżyseria teledysku do „How Soon Is Now?”
- Liam Ward – projekt grafiki
- Andrea Ruffalo – koordynacja A&R
- David Junk – kierownictwo wykonawcze
- Sheryl Nields – fotografie

## Wydania
| Format                          | Wytwórnia                                  | Numer katalogowy | Kraj      | Rok  | Źródło            |
| ------------------------------- | ------------------------------------------ | ---------------- | --------- | ---- | ----------------- |
| DVD, Comp, Unofficial, PAL, Dig | Star Records                               | dvd-m-043        | Rosja     | 2003 | [ 1 ] [ 3 ] [ 4 ] |
| VHS, DVD-V, PAL                 | Universal Music Russia, Interscope Records | 260 035-9        | Rosja     | 2003 | [ 1 ] [ 3 ] [ 4 ] |
| DVD-V, NTSC                     | Universal Music Russia                     | 9800023          | Meksyk    | 2003 | [ 1 ] [ 3 ] [ 4 ] |
| VCD, Comp, PAL                  | Universal Music Russia                     | 981577-2         | Tajlandia | 2003 | [ 1 ] [ 3 ] [ 4 ] |
| DVD-V, NTSC                     | Interscope Records, Universal Music Russia | 4400382259       | Kanada    | 2004 | [ 1 ] [ 3 ] [ 4 ] |
| DVD-V, Comp, PAL                | Interscope Records                         | 6 02498 00023 6  | Ukraina   | 2005 | [ 1 ] [ 3 ] [ 4 ] |